# 洛普什涅 (米日吉里亞區)
48°39′5″N 23°35′35″E / 48.65139°N 23.59306°E
洛普什涅（烏克蘭語：Лопушне）是烏克蘭西部的村莊，隸屬外喀爾巴阡州的胡斯特區。該村處於洛普什納河源頭附近，海拔高度658米，2001年人口650。